# Pseudoleskeella wollei
Pseudoleskeella wollei là một loài Rêu trong họ Leskeaceae. Loài này được (Austin) Kindb. miêu tả khoa học đầu tiên năm 1897.